# Florencia (Cauca)
Florencia é um município da Colômbia, localizado no departamento de Cauca.